# Poddębie
Poddębie – wieś sołecka w Polsce położona w województwie mazowieckim, w powiecie legionowskim, w gminie Wieliszew.
W latach 1975–1998 miejscowość administracyjnie należała do województwa warszawskiego. Do 1 stycznia 2014 roku miejscowość nosiła urzędową nazwę Poddębe.
Wierni Kościoła rzymskokatolickiego należą do parafii św. Jana Marii Vianneya w Skrzeszewie.